# Mangora corcovado
Mangora corcovado là một loài nhện trong họ Araneidae.
Loài này thuộc chi Mangora. Mangora corcovado được Herbert Walter Levi miêu tả năm 2005.